# Гуревич Давид Савелійович (Шевелевич)
Гуревич Давид Савелійович (Шевелевич, Самойлович) (нар. 1 червня 1899, місто Рогачов Могильовської губернії, тепер Гомельської області, Республіка Білорусь — розстріляний 25 грудня 1937, місто Москва, Російська Федерація) — радянський партійний і комсомольський діяч, відповідальний секретар ЦК ЛКСМУ. Член Всеукраїнського Центрального Виконавчого Комітету 5-го складу (1921). Репресований 1937 року.

## Біографія
Народився у родині єврейського лісопромисловця. У 1916 році закінчив сім класів реального училища в місті Рогачові. У 1917 році закінчив перший курс Харківського ветеринарного інституту.
Член РСДРП(б) з березня 1917 року.
У квітні — серпні 1917 р. — секретар і голова Рогачовського міського комітету РСДРП(б). У серпні — грудні 1917 р. — інструктор-агітатор Рогозько-Симоновського районного комітету РСДРП(б) міста Москви. У 1917 році навчався на першому курсі медичного факультету Московського університету.
У січні — листопаді 1918 р. — заступник голови Могильовського губернського виконавчого комітету, голова Могильовського губернського комітету РКП(б), голова губернської Надзвичайної комісії по боротьбі з контрреволюцією і саботажем (8 липня – 8 серпня 1918), голова виконавчого комітету Могильовської губернської ради (липень 1918 – 26 жовтня 1918), член Могильовського губернського революційного комітету (з жовтня 1918).
У листопаді 1918 — серпні 1919 р. — в РСЧА: уповноважений РВР Західного фронту, 16-ї і 12-ї армій, комісар 8-ї дивізії. У серпні — листопаді 1919 р. — на нелегальній роботі в більшовицькому підпіллі, політв'язень у Києві. У листопаді — грудні 1919 р. — член бюро Гомельського губернського комітету РКП(б).
З 1920 працював на партійній і комсомольській роботі в Україні. У січні — липні 1920 р. — завідувач Катеринославського губернського відділу охорони здоров'я, секретар Катеринославського губернського комітету КП(б)У. У липні — жовтні 1920 р. — заступник начальника політичної секції тилу Південно-Західного фронту поарму 13-ї армії.
У листопаді 1920 — березні 1922 р. — завідувач організаційного відділу, голова і відповідальний секретар Олександрівського (Запорізького) губернського комітету КП(б)У. У 1922 році неодноразово інформував керівництво республіки про катастрофічне становище, пов'язане з голодом 1921-1922 років на Запоріжжі.
У березні 1922 — червні 1923 р. — відповідальний інструктор ЦК КП(б)У. У ті роки було запроваджено в практику включення відповідальних працівників КП(б)У до керівних органів комсомолу. Тоді ж Гуревич був кооптований до складу ЦК КСМУ.
Вже з 1923 року Політбюро та Оргбюро ЦК КП(б)У почали безпосередньо втручатися в діяльність ЦК КСМУ і навіть замінювати на власний розсуд його склад. У червні 1923 року за рішенням Політбюро ЦК КП(б)У було зміщено з посад усіх членів бюро ЦК КСМУ, а його секретарем призначено Д. Гуревича.
Пояснюючи мотиви цього рішення керівництву РКП(б), секретар ЦК КП(б)У Е. Й. Квірінг у листі від 21 червня 1923 року писав «в останні місяці становище у бюро ЦК ЛКСМУ надзвичайно загострилось і в бюро з великою різкістю виявилось двоє угруповань…, ми були змушені вдатись до усунення всього складу Бюро і намітити новий склад… Висунутий нами т. Гуревич достатньо відповідальний партійний працівник, колишній секретар губкому та інструктор ЦК партії.»
У червні 1923 — квітні 1924 р. — відповідальний секретар ЦК ЛКСМУ у місті Харкові. Згодом через непорозуміння між українським і союзним комсомольським керівництвом було знову змінено керівництво КСМУ. В результаті український комсомол у квітні 1924 року очолила людина з Москви Д. Д. Павлов, а Д. Гуревич був зміщений з посади лідера КСМУ.
У квітні 1924 — березні 1925 р. — завідувач організаційно-інструкторського відділу Одеського губернського комітету КП(б)У. У березні — листопаді 1925 р. — заступник завідувача організаційно-інструкторського відділу ЦК КП(б)У.
У листопаді 1925 — жовтні 1927 р. — заступник завідувача організаційного відділу Уральського обласного комітету ВКП(б), секретар 1-го міського районного комітету ВКП(б) міста Свердловська, завідувач організаційного відділу Свердловського окружного комітету ВКП(б). У жовтні 1927 — вересні 1929 р. — заступник завідувача організаційно-розподільного підвідділу ЦК ВКП(б) у Москві.
У вересні 1929 — вересні 1930 р. — відповідальний секретар Пензенського окружного комітету ВКП(б). У вересні 1930 — листопаді 1933 р. — завідувач організаційного відділу, 3-й секретар Середньоволзького крайового комітету ВКП(б) у місті Самарі.
У листопаді 1933 — липні 1934 р. — 2-й секретар Північного обласного комітету ВКП(б) Азово-Чорноморського краю у місті Міллерово.
У липні 1934 — серпні 1936 р. — заступник завідувача сільськогосподарського відділу ЦК ВКП(б) у Москві. У серпні 1936 — вересні 1937 р. — заступник завідувача Планово-фінансово-торгового відділу ЦК ВКП(б).
До свого арешту 15 вересня 1937 року проживав у Москві за адресою: Хохловський провулок, буд. 13а, кв. 3.
25 грудня 1937 був розстріляний за рішенням Воєнної колегії Верховного суду СРСР, який звинуватив його у шкідництві в сільському господарстві і участі в антирадянській терористичній організації правих . Захоронений на Донському кладовищі в Москві.
Реабілітований 17 березня 1956 року ВКВС СРСР.